# Temperaturowo programowana redukcja
Temperaturowo programowana redukcja (TPR) – metoda badań fizykochemicznych właściwości katalizatorów metalicznych i ich oddziaływań z nośnikami. Pozwala na scharakteryzowanie substancji w formie stałej, wykorzystywana jest głównie w obszarze katalizy heterogenicznej. Nie jest zależna od żadnych szczególnych właściwości katalizatora, poza tym, że analizowana substancja musi być w stanie ulegać redukcji. Umożliwia określenie najoptymalniejszych warunków redukcji dla badanego układu katalitycznego.
Analiza polega na umieszczeniu prekursora katalitycznego w reaktorze kwarcowym i poddawaniu go kontrolowanemu narostowi temperatury, w trakcie którego przez próbkę przepływa strumień gazów, najczęściej wodoru, np. 5% H
2 w Ar (rzadziej tlenku węgla). Temperatura procesu jest monitorowana dzięki termoparze umieszczonej w złożu, zaś skład mieszaniny gazowej na wylocie analizowany przez odpowiedni detektor (przewodnościowo-cieplny lub spektrometr masowy). Kiedy w określonej temperaturze zachodzi redukcja form tlenkowych fazy aktywnej katalizatora, konsumowany jest wodór, co jest rejestrowane przez detektor.
Na podstawie uzyskanych danych można wykreślić krzywą zależności ilości skonsumowanego wodoru od temperatury. Niesie ona za sobą informacje dotyczące sposobu, w jaki formuje się metaliczna faza aktywna katalizatora. Przede wszystkim, z wykresu TPR można odczytać temperaturę, w jakiej zachodzi redukcja konkretnej fazy metalicznej lub tlenkowej. Łatwiej redukowalne formy są w niskim zakresie temperatur, zaś trudniej redukowalne – w wyższym. Każdy pik na krzywej TPR odpowiada innej fazie redukowalnej obecnej w próbce.